# Pampa (poeta)

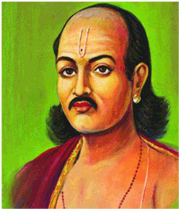
Adikavi Pampa

Pampa (en idioma canarés: ಪಂಪ, siglo X), llamado por el honorífico Ādikavi ("Primer poeta") fue un poeta jainista en idioma canarés nacido en el territorio actualmente perteneciente al Pradesh, o al estado de Karnataka, India. Sus obras reflejaban sus creencias filosóficas.
Fue un poeta de la corte del rey chalukyas de Vemulavada Arikesari II, que era un feudatario del emperador de rastrakuta Krishna III. Pampa es conocido por sus epopeyas Vikramārjuna Vijaya o Pampa Bharata, y el Ādi purāṇa, ambas escritas en champu alrededor del año 939. Estas obras sirvieron como modelo para todas las futuras obras champu en canarés.
Las obras de los escritores Pampa, Ponna y Ranna, colectivamente llamados Las tres joyas de la literatura en canarés, fueron las más importantes de la literatura medieval en este idioma.